# Philippe Collet
Philippe Collet (Nancy, 13 dicembre 1963) è un ex astista francese, medaglia di bronzo agli  Europei outdoor di Stoccarda 1986 ed agli Europei indoor di Madrid 1986.

## Biografia
Il suo record personale all'aperto, di 5,85 m è comunque inferiore al suo personale assoluto di 5,94 m, stabilito nel 1990 in una competizione indoor.

## Palmarès
| Anno | Manifestazione | Sede      | Evento           | Risultato | Prestazione |
| ---- | -------------- | --------- | ---------------- | --------- | ----------- |
| 1986 | Europei indoor | Madrid    | Salto con l'asta | Bronzo    | 5,65 m      |
| 1986 | Europei        | Stoccarda | Salto con l'asta | Bronzo    | 5,75 m      |
| 1988 | Europei indoor | Budapest  | Salto con l'asta | 5º        | 5,60 m      |

## Altre competizioni internazionali
1985
- Argento alle Universiadi ( Kōbe), salto con l'asta

1989
- Argento in Coppa del mondo ( Canberra), salto con l'asta

1989
- Oro in Coppa del mondo ( Barcellona), salto con l'asta

1992
- Argento in Coppa del mondo ( l'Avana), salto con l'asta